# بهترین بابای دنیا
بهترین بابای دنیا سومین فیلم سینمایی داریوش فرهنگ محصول سال ۱۳۷۰ است.

## خلاصه فیلم
پسرکی بازیگوش و خیالاتی دایم از سوی پدرش سرزنش و تحقیر می‌شود. او در عالم خیال خود را «زورو» می‌پندارد و با گروهی گنگستر که دزدان دوچرخه هستند، درگیر می‌شوند. روزی او همراه اعضای خانواده به شهربازی می‌رود و به دست گروه گنگسترها دستگیر می‌شود. غیبت او اعضای خانواده را نگران می‌کند و پدر که نسبت به سرنوشت فرزندش نگران شده، در یک بازی خیالی، به همراه گروهی از مردم و افراد پلیس، پس از ماجرایی پر حادثه، مخفیگاه گنگسترها را می‌یابد و پسر را از زندان تخیلاتش نجات می‌دهد.

## بازیگران
- مهدی هاشمی
- امید آهنگر
- گلاب آدینه
- باران کوثری
- مهری ودادیان
- عباس مختاری
- رفیع مددکار
- اصغر خندان
- رحیم متین
- فرهاد خان‌محمدی
- جهانگیر مشرفی
- محمود رضاخانی
- محمود شمس
- مهدی کاشانیان
- شاهین قربانی
- رامین الهی
- شاهرخ قربانی
- پیمان الهی
- ستاره پسیانی
- محمد نصر
- حسن عباسی
- ایمان سیفی
- علی طرلان‌دخت